# Acid scuaric
Acidul scuaric (literal: acid pătratic) este un compus organic cu formula chimică C4O2(OH)2. Denumirea sa provine de la faptul că atomii de carbon sunt aranjați sub forma unui pătrat (ca în ciclobutenă), compusul fiind în același timp și un acid organic diprotic.
Baza conjugată a acidului scuaric este anionul hidrogenoscuarat C
4HO−
4, iar baza conjugată a acestui anion este anionul divalent scuarat C
4O2−
4, fiind un oxoanion al carbonului.
Primele 2 constante de aciditate sunt: pK𝑎1 = 1.5, pK𝑎2 = 3.4.